# Маркович, Владимир Маркович
Влади́мир Ма́ркович Марко́вич (28 ноября 1936, Алма-Ата — 25 июня 2016, Санкт-Петербург) — советский и российский литературовед, специалист по русской литературе XIX века, в частности по творчеству И. С. Тургенева.

## Биография
Окончил Казахский педагогический институт им. Абая (1959), преподавал там же.
С 1972 по 2016 (?) год преподавал в Ленинградском / Санкт-Петербургском государственном университете (филологический факультет, кафедра истории русской литературы; доцент, затем профессор).

## Труды
- Два типа классического русского романа в первой половине XIX века (кандидатская диссертация, 1966).
- Тургеневский тип русского реалистического романа (1855—1862 гг.) (докторская диссертация, 1982).
- Человек в романах И. С. Тургенева. — Л.: Изд-во ЛГУ, 1975. — 152 с.
- И. С. Тургенев и русский реалистический роман XIX века (30-50-е годы). — Л.: Изд-во ЛГУ, 1982. — 208 с.
- Петербургские повести Н. В. Гоголя. — Л.: Художественная литература, 1989. — 205, [3] с. — (Массовая историко-литературная библиотека). — ISBN 5-280-00728-5
- Пушкин и Лермонтов в истории русской литературы. Статьи разных лет. — СПб.: Изд-во СПбГУ, 1997. — 215,[1] с. — ISBN 5-288-01977-0
- Мифы и биографии. Из истории критики и литературоведения в России. — СПб.: Филологический факультет СПбГУ, 2007. — 320 с. — ISBN 978-5-8465-0673-2
- Избранные работы / Редкол.: М. Д. Андрианова (отв. ред.) и др. — СПб.: Ломоносовъ, 2008. — 316 с. — (Библиотека Российской академии наук). — ISBN 978-5-91678-001-7
- О Тургеневе. Работы разных лет. — СПб.: Росток, 2018. — 541 с. — ISBN 978-5-94668-258-9
- Русская литература Золотого века. Лекции / Под ред. Е. Н. Григорьевой. — СПб.: Росток, 2019. — 752 с.

### Статьи
(список неполный)
- «Герой нашего времени» и становление реализма в русском романе // Русская литература. 1967, № 4. — С. 46—66.
- Юмор и сатира в «Евгении Онегине» // Вопросы литературы. 1969, № 1. — С. 67—88.
- Развитие реализма в русской литературе // Вопросы литературы. 1976, № 3. — С. 83—110.
- О русском реализме XIX века // Вопросы литературы. 1978, № 9. — С. 126—169.
- Роман Тургенева «Рудин» и традиции натуральной школы // Русская литература. 1981, № 2. — С. 108—130.
- «Дневник лишнего человека» в движении русской реалистической литературы // Русская литература. 1984, № 3. — С. 95—115.
- К вопросу о различении понятий «классика» и «беллетристика» // Классика и современность : [сборник статей] / под ред. П. А. Николаева, В. Е. Хализева. — М.: Издательство Московского университета, 1991. — С. 53—66.
- О лермонтовских реминисценциях в поэзии О. Мандельштама // Русская литература. 1993, № 2. — С. 63—79.
- Миф о Лермонтове на рубеже XIX—XX веков // Russian Literature. 1995. XXXVIII. — P. 157—187.
- Концепция «стадиальности литературного развития» в работах Г. А. Гуковского 1940-х годов // Новое литературное обозрение. 2002. № 55. — С. 77—105.
- Пушкин как персонаж лирической поэзии «ленинградского андеграунда» // Analysieren als Deuten. Wolf Schmid zum 60. Geburtstag / Herausgegeben von L. Fleishman, Ch. Gölz und A. Hansen-Löve. — Hamburg University Press, 2004. — S. 665—688. — ISBN 3-9808985-6-3
- Трансформация пушкинского мифа о поэте и поэзии в лирике поэтов ленинградского андеграунда // Вестник Санкт-Петербургского университета. Серия 9. 2005, вып. 1. — С. 3—14.
- О Бахтине «подлинном» и Бахтине «реальном» // Новое литературное обозрение. 2006. № 79. — С. 39—49.
- Трансформации русской лирики в первые десятилетия XIX века // Русская литература. 2015, № 2. — С. 5—28.

### Редактор, составитель
- Анализ драматического произведения : межвузовский сборник / под ред. В. М. Марковича. — Л.: Издательство Ленинградского университета, 1988. — 366 с. — ISBN 5-288-00126-X
- От Пушкина до Белого. Проблемы поэтики русского реализма XIX — начала XX века: межвузовский сборник / под ред. В. М. Марковича. — СПб.: Изд-во Санкт-Петербургского университета, 1992. — 304 с. — ISBN 5-288-00976-7
- Русская новелла: проблемы теории и истории: сборник статей / под ред. В. М. Марковича и В. Шмида. — СПб.: Изд-во СПбГУ, 1993. — 274, [1] с. — ISBN 5-288-01046-3
- Автор и текст: сборник статей / под ред. В. М. Марковича, В. Шмида. — СПб.: Изд-во СПбГУ, 1996. — 470 с. — ISBN 5-288-01716-6
- Пушкин: pro et contra. СПб.: РХГА, 2000, Т. 1. 712 с; Т. 2. 704 с.
- Михаил Лермонтов: pro et contra. СПб.: РХГА, 2002, 1080 с. ISBN 5-88812-126-6